# 髙山文彦
高山 文彦（たかやま ふみひこ、本名：工藤 雅康（くどう まさやす）、1958年3月7日 ‐ ）は、日本のノンフィクション作家。宮崎県高千穂町出身。

## 来歴
宮崎県立高千穂高等学校を卒業後、法政大学文学部哲学科に入学。探検部に所属し４年間活動したが、本人の希望により学費未納で除籍処分を受ける。
1984年8月、作家大下英治の事務所に入り、取材活動とデータ原稿執筆に昼夜なく追われる日々を送る。1992年に独立。1993年、『死者が語る佐川急便事件』(「プレジデント」2月号)で注目され、1995年2月には、安楽死や尊厳死をテーマに取材した初の単行本『いのちの器』（双葉社）が出版された。また同年、『惨殺された富士フィルム専務が遺した手紙』（VIEWS同年1月号）で雑誌ジャーナリズム賞作品賞を受賞、1998年にも『捜査資料に見る少年A「家族の風景」』（新潮45同年7月号）で同賞を受賞した。
また同年（1998年）1月8日、大阪府堺市で起きた19歳無職の男による連続通り魔殺傷事件をめぐり、犯人の生い立ちと事件にいたるまでの同人の家族の内情を詳細に描いたルポルタージュ『「幼稚園児」虐殺犯人の起臥』を2月18日発売の「新潮45」3月号に発表。犯人の実名を書いたことにより少年法61条違反であると全マスコミから追及された。犯人を原告とする弁護団が結成され、民事・刑事の両方で名誉棄損で訴えられ、民事では1審の大阪地裁で有罪判決を下されるも、2審の大阪高裁では逆転無罪となった。原告弁護団は最高裁に上告したが、原告が取り下げたため無罪確定。刑事告訴のほうも原告が取り下げた。大阪2審判決はその後の少年事件報道のあり方について画期をなす判例となり、今日に至っている。
1999年8月には昭和初期のハンセン病作家北条民雄と川端康成の魂の交流を描いた『火花　北条民雄の生涯』を上梓。同作は探検家でもあった岡村隆が編集長をつとめる月刊誌「望星」に長期連載され、飛鳥新社から刊行された。2000年、同作は第31回大宅壮一ノンフィクション賞と第22回講談社ノンフィクション賞を同時受賞した。
作家活動のいっぽう、2005年9月、故郷の高千穂鉄道の台風14号被災直後から存続復興運動のリーダーとして尽力し、2008年から高千穂あまてらす鉄道（神話高千穂トロッコ鉄道から社名変更）株式会社の代表取締役に就任。高千穂町域内の線路片道2.5キロメートルながら車両運行を可能にし、ゆっくりした足取りではあったが徐々に人気を集め、2024年度には年間13万人の集客を達成した。目指すのは高千穂線の復活。熊本県側の未成線区間にもつなげたいと考えている。
2024年12月、一般社団法人高千穂あまてらす鉄道総合研究所を設立。地域振興とあまてらす鉄道の戦略について調査・研究・提言するシンクタンクである。スポーツジャーナリストの二宮清純、政治学者の原武史らが理事をつとめる。

## 人物
犯罪を犯した少年に対しては同情的だが、実名を書いて人権侵害として訴えられてしまったことがある。結果的には勝訴したものの、その矛盾は日本の実名報道に対し疑問を投げかけることとなった。
長渕剛との交流もあり、1994年リリースのベストアルバム『いつかの少年』にてライナーノートを執筆した。その後、1996年リリースのアルバム『家族』では、タイトルナンバーの「家族」の共同での作詞を手がけている。

## 受賞歴
- 『火花 北条民雄の生涯』（1999年刊）により、第31回大宅壮一ノンフィクション賞、第22回講談社ノンフィクション賞受賞[2]。

## 著書

### 単著
- 『いのちの器』（1995年3月、双葉社。ISBN 457528386X→ふたばらいふ新書）
  - 『いのちの器　臓器は誰のものか』（角川文庫）
- 『霞が関 影の権力者たち』（1996年1月、講談社。ISBN 4062080346）
- 『地獄の季節』（1998年2月、新潮社。ISBN 4104222011）
  - 『地獄の季節　「酒鬼薔薇聖斗」がいた場所』（新潮文庫）
- 『「少年A」14歳の肖像』（1998年12月、新潮社。ISBN 410422202X→新潮文庫）
- 『火花　北条民雄の生涯』（1999年8月、飛鳥新社。ISBN 4870313731→角川文庫→七つ森書館）
- 『愚か者の伝説　大仁田厚という男』（2000年4月、講談社。ISBN 4062100045）
- 『運命（アクシデント）』（2000年7月、文藝春秋。ISBN 4163564209）
- 『水の森』（2001年7月、中央公論新社。ISBN 4120031659）
- 『ネロが消えた』（2003年10月、飛鳥新社。ISBN 4870315823） 絵：唐仁原教久
- 『鬼降る森』（2004年3月、幻戯書房。ISBN 4901998072）
- 『水平記　松本治一郎と部落解放運動の一〇〇年』（2005年5月、新潮社（のち新潮文庫 上下）→論創社、2023年6月）
- 『麻原彰晃の誕生』（2006年2月、文春新書→新潮文庫。ISBN 410-1304351）
- 『ミラコロ』（2006年6月、ポプラ社。ISBN 4591092682）
  - 『あした、次の駅で。』（ポプラ文庫）
- 『エレクトラ　中上健次の生涯』（2007年11月、文藝春秋。ISBN 978-4163696805→文春文庫）[4][5]
- 『孤児たちの城　ジョセフィン・ベーカーと囚われた13人』（2008年9月、新潮社。ISBN 978-4104222049）
- 『父を葬（おく）る』（2009年7月、幻戯書房。ISBN 978-4901998468）
- 『どん底　部落差別自作自演事件』（2012年12月、小学館。ISBN 978-4093798327）
- 『大津波を生きる　巨大防潮堤と田老百年の歴史』（2012年11月、新潮社。ISBN 978-4104222056）
- 『宿命の子　笹川一族の神話』（2014年12月、小学館。ISBN 978-4093798631）
- 『ふたり: 皇后美智子と石牟礼道子』（2015年9月、講談社。ISBN 978-4062197083→講談社文庫）
- 『生き抜け、その日のために：長崎の被差別部落とキリシタン』（2016年4月、解放出版社。ISBN 978-4759250374）
- 『宿命の戦記：笹川陽平、ハンセン病制圧の記録』（2017年12月、小学館。ISBN 978-4093798990）

### 編著
- 『少年犯罪実名報道』（2002年7月、文藝春秋。ISBN 4166602616）

### 共著
- 『官僚が言えなかったホンネの話 : 現役キャリア25人の"独白"コレクション!』宝島社、1998年10月。ISBN 4796694080
- 『サヨナラだけが人生だ　随想集「プロムナード」2』（2002年3月、恒文社21。ISBN 477041062X） 共著・安野光雅、高橋源一郎
- 「「臆病な殺人者」加藤智大と酒鬼薔薇聖斗」『論争若者論』文春新書編集部（編）、文藝春秋、2008年10月。ISBN 978-4166606658
- 『それからのわたし』（2004年、飛鳥新社。ISBN 978-4870316058） 語り：清水秀子
- 『日本人への遺言』（2007年11月、講談社。ISBN 978-4062141970→2010年、講談社文庫）対談：城山三郎
- 『対論　部落問題』（2008年9月、平凡社新書。ISBN 978-4582854343）共著：組坂繁之
- 『日本人が忘れた日本人の本質』（2017年7月、講談社+α新書。ISBN 978-4062729970）対談：山折哲雄

## 論文
- CiNii収録論文 国立情報学研究所